# Pastorální teologie
Pastorální teologie (nebo také praktická teologie) je obor teologie, který se zabývá různými aspekty pastoračního působení církve. Pojem „pastorální teologie“ poprvé použil Petr Canisius v 16. století, jako samostatná teologická disciplína vznikla až v 18. století.
Jedná se o teologickou reflexi o celku těch aktivit, které se dějí v církvi a církev se skrze ně uskutečňuje. »Jako vědecká disciplína se zabývá „aktuálním stáváním církve v dějinách“, „zdravou činností církve, chápané v její současnosti jako lidská činnosti, která se v církvi odehrává“ (Karl Rahner), „dialogickým vztahem mezi tím, co je náboženská praxe a mezi tím, co by měla být“ (Van der Ven) Úkolem pastorální teologie jako vědy je popsat situace a jejich možnou proměnu, aktuální praxi víry, křesťanství a církve, definovat zákony a modely změn.«